# Corinna testacea
Corinna testacea är en spindelart som först beskrevs av Banks 1898.  Corinna testacea ingår i släktet Corinna och familjen flinkspindlar. Inga underarter finns listade i Catalogue of Life.